# Quartier du Bel-Air
Das Quartier du Bel-Air ist der 45. der 121 Verwaltungsbezirke von Paris.

## Lage

Verwaltungsbezirke im 12. Arrondissement

Das Quartier du Bel-Air liegt im Osten des 12. Arrondissement. Das Viertel grenzt im Norden an den Cours de Vincennes, im Westen an den Boulevard de Picpus und die Rue de Picpus, im Süden liegt der Bois de Vincennes und im Osten liegt die Gemeinde Saint-Mandé.
Verwaltungstechnisch ist der Bois de Vincennes aufgeteilt zwischen dem Quartier du Bel-Air (Norden) und dem Quartier de Picpus (Süden).

## Geschichte
Der Teil der heutigen Rue de Picpus, der sich zwischen dem Boulevard de Reuilly und der heutigen Avenue Daumesnil (ehemals Chemin de la Croix-Rouge) und der heutigen Avenue Daumesnil (an der Stelle des Chemin des Marais oder des Passes-Putains) befindet, markiert die Grenze zwischen den Gemeinden Saint-Mandé im Norden und Bercy im Süden (Quartier de Picpus). Als die Thierssche Stadtbefestigung 1844 gebaut wurde, befand sich das Gebiet im Innern der Mauern und wurde per Gesetz vom 16. Juni 1859 an Paris angeschlossen.
Das Quartier du Bel-Air entstand als Verwaltungseinheit am 3. November 1859 per Dekret:
- ein Teil von Saint-Mandré wurde Paris angegliedert,
- ein kleiner Teil der ehemaligen Gemeinde Bercy, südlich der heutigen Avenue Daumesnil, wurde dem Viertel zugeordnet.

Im April 1929 übernahm Paris einen Teil der sogenannten Zone und des Bois de Vincennes. Das übernommene Gebiet der Gemeinde Sainte-Mandé wurde der Quartier du Bel-Air zugeordnet. Der Bois de Vincennes wurde zwischen dem Quartier de Picpus und dem Quartier du Bel-Air aufgeteilt.

## Sehenswürdigkeiten
- Palais de la Porte Dorée, in dem vorher das Musée national des Arts d'Afrique et d'Océanie untergebracht war und in des sich seit 2007 die Cité nationale de l’histoire de l’immigration befindet.
- Centre international de séjour de Paris, eine von der Pariser Stadtverwaltung eingerichtete Jugendherberge.
- Durch das Viertel führt ein Teil des Grüngürtels René Dumont